# Abel Santamaría
Abel Santamaría Cuadrado (Encrucijada, 20 de octubre de 1927-Santiago de Cuba, 26 de julio de 1953) fue un militante político de la Revolución cubana.
Abel Santamaría fue un activista revolucionario cubano que participó activamente en el Asalto al cuartel Moncada, donde fue hecho prisionero y asesinado.

## Infancia y juventud
Abel Santamaría nació en Encrucijada, provincia de Las Villas (Cuba) el 20 de octubre de 1927. Hijo de Benigno Santamaría Vásquez, un gallego de la provincia de Orense que había emigrado a Cuba a principios del siglo XX, y de Joaquina Cuadrado, también emigrante española procedente de Salamanca (Castilla y León), con quien se casó el año 1912.
De muy niño se trasladó con su familia al Central Azucarera Constancia, donde su padre trabajó como jefe de taller de carpintería. Allí transcurrió su niñez junto a sus hermanas Haydée, Aída y Ada, y a su hermano Aldo, y cursó la enseñanza primaria. Fue un gran aficionado a la poesía, ganando algún premio durante su etapa escolar.
Con 13 años conoció a Jesús Menéndez, líder sindicalista a quien llamaban “General de las Cañas”, que le impulsó por el camino de las ideas socialistas.
Apenas terminó la primaria, comenzó a trabajar en el central azucarero: fue mozo de limpieza, despachador de mercancía y finalmente oficinista. Desde entonces entró en contacto con los trabajadores azucareros, que años atrás dirigiera Jesús Menéndez. En 1946, con 19 años de edad, Abel decidió trasladarse a La Habana en busca de mayores posibilidades de trabajo y estudio. Logró llevar, junto a sus actividades laborales, los estudios de bachillerato. Cuando su situación económica le permitió alquilar un apartamento, Santamaría mandó a buscar a su hermana Haydée, quien era la más afín con sus intereses y pensamiento político. Después de varios meses de preparación, aprueba el ingreso en la Escuela Profesional de Comercio y más tarde al Instituto N.º 1 de Segunda Enseñanza, en La Habana.
Abel comienza a trabajar en la textilera Ariguanabo en el municipio de Bauta, pero no deja de asistir a las clases nocturnas. Ingresa en el Partido del Pueblo Cubano (Ortodoxo) para encauzar sus crecientes inquietudes políticas y sociales, realizando campañas de apoyo a través de la juventud a favor de su líder Eduardo R. Chibás.
Posteriormente Abel ocupa el cargo de contador-tesorero en la agencia de automóviles Pontiac. Alquila el pequeño apartamento 603 de la calle 25 número 164 esquina O, en El Vedado. A partir de este momento trae a vivir con él a su hermana Haydée, quien junto a Melba Hernández serían las primeras mujeres que tomarían parte en las acciones del asalto al cuartel Moncada, el 26 de julio de 1953.
Sus inquietudes políticas lo llevaron a ingresar en la Juventud Ortodoxa y al producirse el golpe militar de Fulgencio Batista, el 10 de marzo de 1952, fue de los primeros en manifestar su repulsa combativa por los hechos, donde coincidió con Fidel Castro en que “había que hacer algo contra la dictadura”. Abel y Fidel se conocieron personalmente durante los actos de conmemoración del 1 de mayo de 1953 y pronto empezaron a gestar el asalto al cuartel Moncada.
Allí se reunían además Elda Pérez, Jesús Montané, Raúl Gómez García y otros combatientes para luchar contra la dictadura de Fulgencio Batista, que había asumido el poder con el golpe militar del 10 de marzo de 1952.

## Encuentro con Fidel Castro
En el acto del Día Internacional de los Trabajadores (1 de mayo) de 1952 en homenaje al obrero Carlos Rodríguez, asesinado el año anterior por la policía, Abel encontró a quien, como él, creía que "Una revolución no se hace un día pero se comienza en un segundo": conoció a Fidel Castro. Fidel, por su parte, conoció a quien había de ser el más generoso, querido e intrépido de los jóvenes que con él asaltarían 15 meses después el cuartel Moncada. Ese estrechón de mano sellaba en uno solo el destino histórico de aquellos hombres y devendría en factor acelerante del triunfo de la Revolución. Años más tarde, Fidel sería el líder del Movimiento 26 de Julio, creado en 1955 tras el asalto al cuartel Moncada el 26 de julio de 1953. Santamaría consideraba que el derrocamiento del gobierno batistiano sería solamente el punto de partida de las transformaciones sociales que el pueblo cubano necesitaba.

## El periódico «El Acusador»
Abel y el pequeño grupo de compañeros que contactaban con él en el apartamento 603, imprimían el periódico clandestino Son los Mismos, cuyo director era Raúl Gómez García. Fidel sugirió un nombre más combativo y así surgió El Acusador, el 1 de junio de 1952. De sus tres números, el último se distribuyó el 16 de agosto del mismo año en la peregrinación al cementerio Colón con motivo del primer aniversario de la muerte de Chibás. Ese día Abel fue detenido y conducido al Castillo del Príncipe. Por este hecho fue enjuiciado por el Tribunal de Urgencia.
Posteriormente, Abel y Fidel se trasladaron a la provincia de Matanzas para contactar con el Dr. Mario Muñoz, quien además de médico era radioaficionado. Muñoz les entregó dos pequeñas plantas, las cuales fueron trasladadas a La Habana con el fin de fustigar a la tiranía. Todos los jóvenes que editaban el periódico clandestino se incorporaban al movimiento revolucionario.
Abel sufrió el acoso de las fuerzas represivas y encarcelamiento, renunció a su trabajo, abandonó los atractivos de una vida juvenil y sacrificó los intereses personales y familiares por su gran sensibilidad ante las injusticias sociales. Por su sobrada abnegación, firmeza y valentía, se impuso la formidable tarea de hacer la Revolución aún al precio de su propia vida.

## El asalto al cuartel Moncada
El apartamento de Santamaría se convirtió en un centro de reunión de los jóvenes que reclutaba Fidel. Muchos de ellos habían participado en acciones de protesta y en actividades políticas de la Juventud Ortodoxa, en barrios populares de La Habana y sus alrededores. Santamaría llegó a ser el aglutinador de esos jóvenes, cuyo número pasó de 1200. Aunque todos recibieron cierto tipo de entrenamiento con armas, muchos de ellos no pudieron participar en el asalto programado para el 26 de julio.
Cuando todo estuvo listo, ya en Santiago de Cuba en la madrugada del 26 de julio de 1953, Abel pidió el lugar de mayor riesgo para preservar la vida de Fidel. Por su parte, Fidel planteó que sería él, y no otro compañero, el que ocupara el puesto más peligroso, o sea el asalto por la posta 3 del Moncada y le dijo a Abel que lo mandaría a tomar el edificio del Hospital Civil Saturnino Lora, desde donde se atacaría al cuartel.
Fue junto a Fidel el organizador del asalto al Cuartel Moncada. Por su capacidad organizativa va a Santiago de Cuba a ultimar los planes para la acción del Moncada. La noche del 25 de julio, Fidel y Abel hablaron a los reunidos para explicarles sus misiones en el combate, y Abel expresaría:

Es necesario que todos vayamos con fe en el triunfo; pero si el destino es adverso estamos obligados a ser valientes en la derrota, porque lo que pasó allí se sabrá algún día y nuestra disposición de morir por la Patria será imitada por todos los jóvenes de Cuba. Nuestro ejemplo merece el sacrificio y mitiga el dolor que podamos causarles a nuestros padres y demás seres queridos. ¡Morir por la Patria es vivir!
Abel Santamaría

El plan era tomar por asalto el cuartel vestidos con uniformes de sargento del ejército. Sin embargo, el plan fue descubierto a partir de una posta que el regimiento agregó en el cuartel para mayor protección, precisamente por motivo de los carnavales que se celebraban por aquellos días en Santiago de Cuba. Este hecho frustró el asalto por sorpresa, iniciándose el combate fuera del cuartel, y no adentro como estaba planeado.
Santamaría, junto a 24 combatientes, debían tomar el Hospital Civil Saturnino Lora y desde allí disparar hacia la fortaleza para apoyar el ataque principal de Fidel y su grupo. El grupo de Santamaría fue el único que cumplió su misión en el Moncada. Santamaría no supo de la retirada ordenada por Fidel ante el fracaso del ataque, y continuó la acción armada, por lo que su grupo fue apresado por los militares batistianos y ejecutados. Sólo salvaron la vida Haydée, Melba y un revolucionario que pasó como enfermo ingresado en el hospital. Aún después de que el fuego en el Moncada había cesado y todo indicaba que la acción había fracasado, Santamaría dio órdenes a sus hombres de continuar el combate desde sus posiciones. El ejército batistiano ejecutó a los prisioneros y los hizo pasar como muertos en combate. Abel fue ejecutado extrajudicialmente, no sin antes ser torturado con el fin de obtener información del resto de los participantes en el asalto al Cuartel Moncada. Le arrancaron un ojo. Guardó silencio. Y le extirparon el otro. Mostraron el despojo sangrante a su hermana Haydée, los ojos de Abel. Con el alma desgarrada, ella también guardó silencio. El ejercito batistiano encubrió este hecho así como hizo pazar por muertos en combate a algunos capturados que fueron ejecutados extrajudicialmente. Por esta razón de encubrimiento los batistianos aún hoy niegan el crimen.

## Muerte
A Abel Santamaría le correspondía la toma del Hospital Civil Saturnino Lora. Al fracasar la acción armada, fue hecho prisionero por las fuerzas del gobierno, junto con su grupo, ejecutados y sus cadáveres dispersados por el cuartel y algunos en la granja Siboney. La muerte de Santamaría fue un duro golpe para su familia y el movimiento revolucionario que se estaba iniciando en Cuba.
Actualmente sus cenizas reposan en un monumento en el Cementerio de Santa Ifigenia cerca de la tumba de Fidel Castro.

## El elegido
El cantautor cubano Silvio Rodríguez, uno de los representantes de la Nueva Trova Cubana, compuso en 1968 el tema Canción del elegido en honor de Abel Santamaría. Silvio conoció a la hermana de Abel, Haydée Santamaría, quien fue guerrillera con Fidel Castro en la Sierra Maestra, y quien entre otras muchas historias le contó la de su hermano.